# 화폐수량설
화폐금융론에서 화폐수량설(Quantity theory of money, QTM)은 물가 수준이 화폐의 수량에 비례한다는 이론이다. 예를 들어, 통화량이 두 배 늘었다면 화폐수량설은 물가 수준도 두 배 오를 것이라고 예측한다. 화폐수량설은 1517년 폴란드의 수학자 니콜라우스 코페르니쿠스에 의해 고안되어, 철학자 존 로크, 데이비드 흄, 장 보댕에게서 다시 언급되었고, 1963년 경제학자 밀턴 프리드먼과 안나 슈워츠에 의해 "미국의 통화 역사"라는 이름으로 출판된다. 
물가 수준이 화폐량에 의해 결정이 된다는 이론에 따른 수량방정식은 다음과 같다.
{\displaystyle M\cdot {\bar {V}}=P\cdot {\bar {Y}}}, M은 통화량, V는 화폐유통속도, P는 가격 수준, Y는 생산량이다.
화폐수량설에서 화폐유통속도는 일정하다고 가정되며, 생산량(GDP)은 다른 변수들에 의해 결정되어 있으므로, 통화량은 가격 수준과 동일한 방향으로 움직이게 된다.
고전파 경제학에 있어서 화폐수량설은 중심적인 위치를 차지한다. 그러나 케인스 경제학의 등장 이후 화폐수량설은 많은 도전에 직면했는데, 이후 통화주의의 등장으로 화폐수량설은 새롭게 발전하며 기존의 위치를 되찾고 있다. 화폐수량설을 비판하는 측에서는 화폐유통속도가 안정적이지 않기 때문에 화폐 공급량과 물가 수준 사이에 직접적인 관계가 성립하지 않는다고 주장한다. 주류 경제학 이론에서 화폐 공급량의 변화는 소비자 물가지수로 측정되는 인플레이션율을 결정하는데 영향을 주지 않는다고 하지만, 피터 쉬프와 같은 비평가들은 화폐 공급의 확장이 필연적으로 자산 가격의 상승을 이끌어 낸다고 믿는다. 현재 많은 주류 거시경제학자들은 화폐수량설이 장기 분석에는 적절하지만, 단기 분석에는 완전히 들어맞는 것은 아니라고 보고 있다.

## 기원과 발전
화폐수량설은 니콜라우스 코페르니쿠스와 살라망카 학파의 추종자들, 그리고 물가의 상승이 신대륙으로부터 들어와 동전 주조에 사용되는 금과 은의 유입량과 관련된다고 언급한 이들로부터 유래되었다. 화폐 공급량과 화폐 가치에 대한 교환 방정식은 데이비드 흄의 개념을 확대한 존 스튜어트 밀에 의해 언급되었으며, 화폐수량설은 19세기 말과 20세기 초에 사이먼 뉴컴, 알프레드 드 포빌, 어빙 피셔, 그리고 루트비히 폰 미제스에 의해 발전되었다. 
헨리 손턴은 1793년의 금융 공황 이후 중앙 은행의 개념을 설명했지만, 현대 중앙 은행의 개념은 1923년에 케인스가 "A Tract on Monetary Reform"을 출판할 때까지는 중요성이 부각되지 않았다. 1802년, 손턴은 물가 수준을 조절하는 중앙 은행의 능력에 대해 다루는 An Enquiry into the Nature and Effects of the Paper Credit of Great Britain을 출판했는데, 그의 이론에 따르면 중앙 은행은 부기를 통해 통화량을 조절할 수 있고, 이를 통해 중앙 은행은 궁극적으로 물가 수준을 조절할 수 있게 된다. 그의 중앙 은행에 대한 설명은 화폐수량설의 발전에 큰 기여를 했다.
칼 마르크스는 균형 상태에서 상품의 가격은 상품을 생산하기 위해 필요한 노동 시간에 의해 결정된다는 노동가치론을 주장하였다. 마르크스는 화폐수량설의 기본 개념을 부정하지는 않고, 각 4개의 요소가 동일하다는 것을 부정하였으며, 대신 상품의 수량과 상품의 가격이 결정적인 요소이며, 화폐의 수량이 그를 따른다고 주장하였다. 
존 메이너드 케인스는 마르크스와 달리 화폐의 수량이 구매력과 총수요에 의해 결정된다고 주장하면서 다음과 같이 적었다. 
| “ | 그러므로 대중들이 일반적으로 손에 쥐고 있는 지폐의 양은 보유하기에 적합한 구매력에 의해 결정되며, 다른 요인에 의해 결정되지 않는다. | ” |

## 같이 보기
- 고전학파의 이분법
- 관자
- 현대 화폐 이론